# Carex tachirensis
Carex tachirensis är en halvgräsart som beskrevs av Julian Alfred Steyermark. Carex tachirensis ingår i släktet starrar, och familjen halvgräs. Inga underarter finns listade i Catalogue of Life.